# Головченко, Джин Эндрю
Джин Эндрю Головченко (англ. Jene A. Golovchenko, в русскоязычных публикациях Евгений Головченко, 1946—2018) — американский физик, руководитель Golovchenko Research Group при физическом факультете Гарвардского университета, почётный доктор Гарвардского университета (1987).

## Биография
Джин (Евгений) Головченко родился 14 июля 1946 года в Нью-Йорке. Окончил Политехнический институт Ренсселера. Научную карьеру начал в Орхусском университете (Дания), затем вернулся в США в исследовательскую группу Лабораторий Белла, затем и до конца жизни работал на физическом факультете Гарвардского университета, возглавил исследовательскую группу Golovchenko Research Group. Области интересов: квантовая физика, тонкие эффекты влияния радиации на атомные и субатомные частицы, в 21-м веке — наноматериалы в приложении к генетическим исследованиям.
Умер 19 ноября 2018 года.